# Your class or mine
Your class or mine is een Hongkongse TVB-serie die nu uitgezonden wordt.
Het openingslied 好學為福 is gezongen door Bobby Au Yeung, HotCha, Renee Dai en Percy Fan. De serie gaat over een voetbalclub in Hongkong en speelt zich in het heden af.

## Rolverdeling
| Acteur         | Personage                     | Beschrijving                          |
| Bobby Au Yeung | Pang Kam-Chau 彭錦秋          | voetbalteamanager                     |
| Sheren Tang    | Yim Ka-Lai (Kelly) 嚴家勵     | mentor                                |
| Benz Hui       | Fan Tai-Wai 樊大偉            | voetbalteamcoach Fan Pui-Tung's vader |
| Derek Kok      | Ching Kwok-Chu (Jason) 程國柱 |                                       |
| Him Law        | Fan Pui-Tung 樊沛冬           |                                       |
| Kelvin Leung   | Lam Yik-Dan 林亦單            |                                       |
| Oscar Leung    | Chan Lik-Ban 陳力奔           |                                       |
| Benjamin Yuen  | Lin Cheung-Shing 連長勝       |                                       |
| Rabee'a Yeung  | Yim Ka-Ming (Carmen) 嚴家明   |                                       |
| Lee Yee Man    | Yim Ka-Lok (Carol) 嚴家樂     |                                       |

Best selling secrets 同事三分親 · Legend of the demigods 搜神傳 · Wars of in-laws II 野蠻奶奶大戰戈師奶 · Wasabi mon amour 和味濃情 · The master of tai chi 太極 · A journey called life 金石良缘 · The silver chamber of sorrows 銀樓金粉 · The money-maker recipe 師奶股神 · Dressage to win 盛裝舞步愛作戰 · Speech of silence 甜言蜜語 · When a dog loves a cat 當狗愛上貓 · Your class or mine 尖子攻略 · The four 少年四大名捕 · Survivor's law II 律政新人王II · The gentle crackdown II 秀才愛上兵 · The seventh day 最美麗的第七天 · D.I.E. 古靈精探 · Catch me now 原來愛上賊 · Forensic heroes II 法證先鋒II · Love exchange 疑情別戀 · Last one standing 與敵同行 · Moonlight resonance 溏心風暴之家好月圓 · The gem of life 珠光寶氣 · When Easterly Showers Fall on the Sunny West 東山飄雨西關晴 · Off pedder 畢打自己人 · Pages of treasures Click入黃金屋